# Grand Prix automobile du Brésil 2009
GP précédent GP suivant
Le Grand Prix automobile du Brésil 2009 (Formula 1 Grande Prêmio Petrobras do Brasil 2009), disputé sur le Circuit d'Interlagos le 18 octobre 2009, est la 819e course du championnat du monde de Formule 1 courue depuis 1950 et la seizième et avant-dernière manche du championnat 2009. 
Le Grand Prix est remporté par Mark Webber sur Red Bull-Renault tandis que Jenson Button, en terminant cinquième remporte le titre de champion du monde des pilotes. Brawn, grâce à ses pilotes Jenson Button et Rubens Barrichello remporte le titre de champion du monde des constructeurs pour sa première et son unique participation au championnat.

## Essais libres

### Vendredi matin
| Pos | Pilote             | Voiture          | Chrono         | Écart   |
| --- | ------------------ | ---------------- | -------------- | ------- |
| 1   | Mark Webber        | Red Bull-Renault | 1 min 12 s 463 |         |
| 2   | Rubens Barrichello | Brawn-Mercedes   | 1 min 12 s 874 | 0 s 411 |
| 3   | Sebastian Vettel   | Red Bull-Renault | 1 min 12 s 932 | 0 s 469 |
| 4   | Heikki Kovalainen  | McLaren-Mercedes | 1 min 12 s 989 | 0 s 526 |
| 5   | Lewis Hamilton     | McLaren-Mercedes | 1 min 13 s 048 | 0 s 585 |
| 6   | Kazuki Nakajima    | Williams-Toyota  | 1 min 13 s 067 | 0 s 604 |

### Vendredi après-midi
| Pos | Pilote             | Voiture            | Chrono         | Écart   |
| --- | ------------------ | ------------------ | -------------- | ------- |
| 1   | Fernando Alonso    | Renault            | 1 min 12 s 314 |         |
| 2   | Sébastien Buemi    | Toro Rosso-Ferrari | 1 min 12 s 357 | 0 s 043 |
| 3   | Rubens Barrichello | Brawn-Mercedes     | 1 min 12 s 459 | 0 s 145 |
| 4   | Mark Webber        | Red Bull-Renault   | 1 min 12 s 514 | 0 s 200 |
| 5   | Jenson Button      | Brawn-Mercedes     | 1 min 12 s 523 | 0 s 209 |
| 6   | Jarno Trulli       | Toyota             | 1 min 12 s 605 | 0 s 291 |

### Samedi matin
| Pos | Pilote          | Voiture              | Chrono         | Écart   |
| --- | --------------- | -------------------- | -------------- | ------- |
| 1   | Nico Rosberg    | Williams-Toyota      | 1 min 23 s 182 |         |
| 2   | Kazuki Nakajima | Williams-Toyota      | 1 min 23 s 832 | 0 s 650 |
| 3   | Jenson Button   | Brawn-Mercedes       | 1 min 24 s 122 | 0 s 940 |
| 4   | Fernando Alonso | Renault              | 1 min 24 s 125 | 0 s 943 |
| 5   | Adrian Sutil    | Force India-Mercedes | 1 min 24 s 149 | 0 s 967 |
| 6   | Romain Grosjean | Renault              | 1 min 24 s 389 | 1 s 207 |

- Note : Un ciel très nuageux, des rafales de vent supérieures à 6 mètres par seconde et des pluies torrentielles empêchant l’hélicoptère médical de décoller a retardé d'une demi-heure le début de la troisième séance d’essais libres. Lorsque les conditions météorologiques se sont améliorées, la séance a été lancée mais elle a été stoppée sur drapeau rouge après seulement 18 minutes et la seconde sortie de piste de Romain Grosjean.

## Grille de départ
| Pos | Pilote                   | Écurie               | Qualifications 1 | Qualifications 2 | Qualifications 3 | Poids des monoplaces |
| --- | ------------------------ | -------------------- | ---------------- | ---------------- | ---------------- | -------------------- |
| 1   | Rubens Barrichello       | Brawn-Mercedes       | 1 min 24 s 100   | 1 min 21 s 659   | 1 min 19 s 576   | 650,5 kg             |
| 2   | Mark Webber              | Red Bull-Renault     | 1 min 24 s 722   | 1 min 20 s 803   | 1 min 19 s 668   | 656,0 kg             |
| 3   | Adrian Sutil             | Force India-Mercedes | 1 min 24 s 447   | 1 min 20 s 753   | 1 min 19 s 912   | 656,5 kg             |
| 4   | Jarno Trulli             | Toyota               | 1 min 24 s 621   | 1 min 20 s 635   | 1 min 20 s 097   | 658,5 kg             |
| 5   | Kimi RäikkönenSREC       | Ferrari              | 1 min 23 s 047   | 1 min 21 s 378   | 1 min 20 s 168   | 651,5 kg             |
| 6   | Sébastien Buemi          | Toro Rosso-Ferrari   | 1 min 24 s 591   | 1 min 20 s 701   | 1 min 20 s 250   | 659,0 kg             |
| 7   | Nico Rosberg             | Williams-Toyota      | 1 min 22 s 828   | 1 min 20 s 368   | 1 min 20 s 326   | 657,0 kg             |
| 8   | Robert Kubica            | BMW Sauber           | 1 min 23 s 072   | 1 min 21 s 147   | 1 min 20 s 631   | 656,0 kg             |
| 9   | Kazuki Nakajima          | Williams-Toyota      | 1 min 23 s 161   | 1 min 20 s 427   | 1 min 20 s 674   | 664,0 kg             |
| 10  | Fernando Alonso          | Renault              | 1 min 24 s 842   | 1 min 21 s 657   | 1 min 21 s 422   | 652,0 kg             |
| 11  | Kamui Kobayashi          | Toyota               | 1 min 24 s 335   | 1 min 21 s 960   |                  | 671,6 kg             |
| 12  | Jaime Alguersuari        | Toro Rosso-Ferrari   | 1 min 24 s 773   | 1 min 22 s 231   |                  | 671,5 kg             |
| 13  | Romain Grosjean          | Renault              | 1 min 24 s 394   | 1 min 22 s 477   |                  | 677,2 kg             |
| 14  | Jenson Button            | Brawn-Mercedes       | 1 min 24 s 297   | 1 min 22 s 504   |                  | 672,0 kg             |
| 15  | Sebastian Vettel         | Red Bull-Renault     | 1 min 25 s 009   |                  |                  | 683,5 kg             |
| 16  | Heikki KovalainenSREC    | McLaren-Mercedes     | 1 min 25 s 052   |                  |                  | 656,5 kg             |
| 17  | Lewis HamiltonSREC       | McLaren-Mercedes     | 1 min 25 s 192   |                  |                  | 661,0 kg             |
| 18  | Nick Heidfeld            | BMW Sauber           | 1 min 25 s 515   |                  |                  | 650,5 kg             |
| 19  | Giancarlo FisichellaSREC | Ferrari              | 1 min 40 s 703   |                  |                  | 683,5 kg             |
| 20  | Vitantonio Liuzzi        | Force India-Mercedes | 1 min 24 s 645   | Pas de temps     |                  | 680,0 kg             |

Notes : 
- Les pilotes prenant part aux essais avec le SREC sont signalés par la mention SREC.
- Les qualifications, marquées par trois suspensions temporaires pour cause de pluie ou d'accidents causés par cette dernière, ont pris un important retard. La FIA a suspendu temporairement la première séance après un tête-à-queue de Giancarlo Fisichella immobilisé au milieu d'un virage alors que la piste était gorgée d'eau. Une deuxième suspension a été décidée après la Q1, toujours en raison des mauvaises conditions climatiques. La FIA a ensuite interrompu les qualifications pour la troisième fois après une violente sortie de piste de Vitantonio Liuzzi en début de Q2. Ainsi, avec une durée totale de 2 heures et 41 minutes, la séance de qualification du Grand Prix du Brésil est la plus longue de l'histoire de la Formule 1.
- Vitantonio Liuzzi, auteur du quinzième temps s'élance dernier de la course à la suite d'un changement de boîte de vitesses impliquant un recul de cinq place sur la grille.

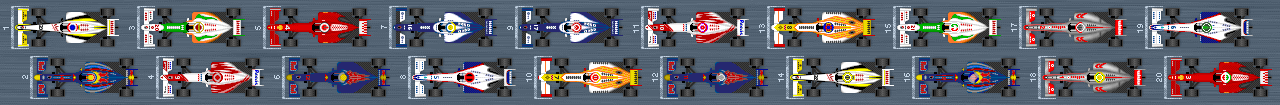
La grille de qualification du Grand Prix.

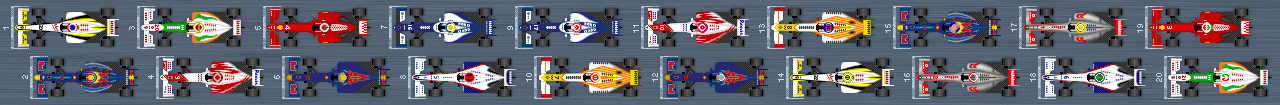
La grille de départ du Grand Prix.

## Course

### Déroulement de l'épreuve
Après le déluge tropical des qualifications, un ciel légèrement nuageux, toujours balayé par un vent de près de 4 mètres par seconde, au travers duquel percent quelques rayons de soleil, est au rendez-vous pour le départ de l’avant-dernière épreuve du championnat. Le thermomètre affiche 27° dans l’air et 35° sur la piste. 
À l’extinction des feux, Rubens Barrichello en pole position, vire en tête devant Mark Webber mais derrière eux, des incidents se produisent. Kimi Räikkönen, grâce à son SREC déborde Adrian Sutil à l’entame du premier virage et se porte ensuite à l’attaque de Webber. Celui-ci résiste et pousse le Finlandais dans l’herbe : son aileron avant n’y résiste pas. Sutil, coincé derrière la Ferrari au ralenti est alors attaqué par Jarno Trulli à l’extérieur. L’Italien, à cheval sur le vibreur, perd le contrôle de sa monoplace et percute de plein fouet Sutil : Fernando Alonso ne peut éviter la monoplace en perdition et les trois pilotes abandonnent. La voiture de sécurité intervient immédiatement pour permettre aux commissaires de nettoyer la piste des nombreux débris laissées par ce violent carambolage. 
Heikki Kovalainen, parti en toupie après un contact avec Sebastian Vettel dans le premier virage, rentre au stand pour changer le museau avant de sa monoplace. Ses mécaniciens en profitent pour refaire le plein mais Kovalainen arrache le tuyau de ravitaillement en ressortant trop vite. Il asperge alors d’essence la Ferrari de Räikkönen qui repartait derrière lui et écope de 25 secondes de pénalité qui seront ajoutées à son temps final.
Après six tours derrière la voiture de sécurité, la course est relancée : Barrichello est en tête devant Webber et juste derrière eux, Robert Kubica négocie au mieux la relance et déborde Nico Rosberg pour le gain de la troisième place. Sébastien Buemi, le novice Kamui Kobayashi, Jenson Button, Kazuki Nakajima, Sebastian Vettel et Nick Heidfeld complètent le top 10.
Au quinzième tour, Barrichello devance Webber de 2 secondes, Kubica de 3 s, Rosberg de 5 s, Buemi de 10 s, Kobayashi et Button de 15 s, Nakajima de 16 s, Vettel et Heidfeld de 17 s. Heidfeld ravitaille le premier au vingtième passage mais abandonne dès le tour suivant sur problème d’essence. Barrichello, toujours leader, stoppe ensuite, et repart 9e, juste devant Vettel, qui profite des pneumatiques froids et de la pleine charge d’essence de son rival pour le déborder à l’extérieur de la courbe de Ferradura. Peu à peu, tous les concurrents passent à la pompe, permettant à Mark Webber de s’emparer de la tête de la course. Au 27e tour, Rosberg, victime d’un ennui mécanique, abandonne et, trois tours plus tard, son coéquipier Nakajima renonce après un accrochage avec son compatriote Kobayashi à la sortie de la Curva do sol : il termine brutalement dans les piles de pneus après une longue glissade contre le rail puis à travers le bac à graviers.
À la mi-course Webber devance son coéquipier Vettel de 4 s, Kubica de 7 s Barrichello de 11 s, Lewis Hamilton de 12 s, Räikkönen de 25 s, Button de 26 s, Buemi de 28 s, Giancarlo Fisichella de 30 s et Vitantonio Liuzzi de 34 s. La deuxième vague d’arrêts aux stands débute à une trentaine de tours de l’arrivée pour Vettel, Hamilton et Räikkönen. Ils sont imités par l’ensemble du plateau. Webber, toujours leader, stoppe au 51e passage et repart en tête avec 5 s d’avance sur Kubica. 
Alors que Felipe Massa agite le drapeau à damier, Webber décroche la deuxième victoire de la carrière devant Kubica et Hamilton qui reprend le meilleur sur Räikkönen (sixième de l’épreuve) au championnat. Barrichello est victime d’une crevaison lente à 8 tours de l’arrivée et son passage par les stands le relègue à la huitième place finale : cet incident anéantit définitivement ses chances dans la course au titre. La quatrième place de Vettel est aussi vaine puisque Button, cinquième, s’assure le titre de champion du monde des pilotes, et offre par la même occasion la couronne des constructeurs à Brawn GP. Buemi décroche les deux points de la septième place.

### Classement de la course
| Pos | no | Pilote                   | Écurie               | Tours | Temps/Abandon                      | Grille | Points |
| --- | -- | ------------------------ | -------------------- | ----- | ---------------------------------- | ------ | ------ |
| 1   | 14 | Mark Webber              | Red Bull-Renault     | 71    | 1 h 32 min 23 s 081 (198,675 km/h) | 2      | 10     |
| 2   | 5  | Robert Kubica            | BMW Sauber           | 71    | + 7 s 626                          | 8      | 8      |
| 3   | 1  | Lewis HamiltonSREC       | McLaren-Mercedes     | 71    | + 18 s 944                         | 17     | 6      |
| 4   | 15 | Sebastian Vettel         | Red Bull-Renault     | 71    | + 19 s 652                         | 15     | 5      |
| 5   | 22 | Jenson Button            | Brawn-Mercedes       | 71    | + 29 s 005                         | 14     | 4      |
| 6   | 4  | Kimi RäikkönenSREC       | Ferrari              | 71    | + 33 s 340                         | 5      | 3      |
| 7   | 12 | Sébastien Buemi          | Toro Rosso-Ferrari   | 71    | + 35 s 991                         | 6      | 2      |
| 8   | 23 | Rubens Barrichello       | Brawn-Mercedes       | 71    | + 45 s 454                         | 1      | 1      |
| 9   | 10 | Kamui Kobayashi          | Toyota               | 71    | + 1 min 03 s 24                    | 11     |        |
| 10  | 3  | Giancarlo FisichellaSREC | Ferrari              | 71    | + 1 min 10 s 665                   | 19     |        |
| 11  | 21 | Vitantonio Liuzzi        | Force India-Mercedes | 71    | + 1 min 11 s 388                   | 20     |        |
| 12  | 2  | Heikki KovalainenSREC    | McLaren-Mercedes     | 71    | + 1 min 13 s 499                   | 16     |        |
| 13  | 8  | Romain Grosjean          | Renault              | 70    | + 1 tour                           | 13     |        |
| 14  | 11 | Jaime Alguersuari        | Toro Rosso-Ferrari   | 70    | + 1 tour                           | 12     |        |
| Abd | 17 | Kazuki Nakajima          | Williams-Toyota      | 30    | Sortie de piste                    | 9      |        |
| Abd | 16 | Nico Rosberg             | Williams-Toyota      | 27    | Boîte de vitesses                  | 7      |        |
| Abd | 6  | Nick Heidfeld            | BMW Sauber           | 21    | Panne d'essence                    | 18     |        |
| Abd | 20 | Adrian Sutil             | Force India-Mercedes | 0     | Accrochage                         | 3      |        |
| Abd | 9  | Jarno Trulli             | Toyota               | 0     | Accrochage                         | 4      |        |
| Abd | 7  | Fernando Alonso          | Renault              | 0     | Accrochage                         | 10     |        |

Notes : 
- Les pilotes prenant part à la course avec le SREC sont signalés par la mention SREC.
- Heikki Kovalainen, neuvième sous le drapeau à damier écope d'une pénalité de 25 secondes pour sortie dangereuse des stands et est reclassé à la douzième place.

### Pole position et record du tour
- Pole position :  Rubens Barrichello (Brawn-Mercedes) en 1 min 19 s 576 (194,938 km/h).
- Meilleur tour en course :  Mark Webber (Red Bull-Renault) en 1 min 13 s 333 (210,386 km/h) au vingt-cinquième tour.

### Tours en tête
- Rubens Barrichello (Brawn-Mercedes) : 20 tours (1-20)
- Mark Webber (Red Bull-Renault) : 51 tours (21-71)

## Classements généraux à l'issue de la course
| Pos      | Pilote               | Écurie                       | Points |
| -------- | -------------------- | ---------------------------- | ------ |
| Champion | Jenson Button        | Brawn-Mercedes               | 89     |
| 2        | Sebastian Vettel     | Red Bull-Renault             | 74     |
| 3        | Rubens Barrichello   | Brawn-Mercedes               | 72     |
| 4        | Mark Webber          | Red Bull-Renault             | 61,5   |
| 5        | Lewis Hamilton       | McLaren-Mercedes             | 49     |
| 6        | Kimi Räikkönen       | Ferrari                      | 48     |
| 7        | Nico Rosberg         | Williams-Toyota              | 34,5   |
| 8        | Jarno Trulli         | Toyota                       | 30,5   |
| 9        | Fernando Alonso      | Renault                      | 26     |
| 10       | Timo Glock           | Toyota                       | 24     |
| 11       | Felipe Massa         | Scuderia Ferrari             | 22     |
| 12       | Heikki Kovalainen    | McLaren-Mercedes             | 22     |
| 13       | Robert Kubica        | BMW Sauber                   | 17     |
| 14       | Nick Heidfeld        | BMW Sauber                   | 15     |
| 15       | Giancarlo Fisichella | Force India-Mercedes Ferrari | 8      |
| 16       | Adrian Sutil         | Force India-Mercedes         | 5      |
| 17       | Sébastien Buemi      | Toro Rosso-Ferrari           | 5      |
| 18       | Sébastien Bourdais   | Toro Rosso-Ferrari           | 2      |

| Pos      | Écurie               | Points |
| -------- | -------------------- | ------ |
| Champion | Brawn-Mercedes       | 161    |
| 2        | Red Bull-Renault     | 135,5  |
| 3        | McLaren-Mercedes     | 71     |
| 4        | Ferrari              | 70     |
| 5        | Toyota               | 54,5   |
| 6        | Williams-Toyota      | 34,5   |
| 7        | BMW Sauber           | 32     |
| 8        | Renault              | 26     |
| 9        | Force India-Mercedes | 13     |
| 10       | Toro Rosso-Ferrari   | 7      |

## Statistiques
- 14e et dernière pole position de sa carrière pour Rubens Barrichello.
- 5e et dernière pole position pour Brawn GP en tant que constructeur.
- 2e victoire de sa carrière pour Mark Webber.
- 5e victoire pour Red Bull Racing en tant que constructeur.
- 120e victoire pour Renault en tant que motoriste.
- 17e et dernier podium pour BMW Sauber en tant que constructeur.
- 86e et dernier podium pour BMW en tant que motoriste.
- 1er titre de champion du monde des pilotes pour Jenson Button qui a mené le championnat de bout en bout.
- 1er titre de champion du monde des constructeurs pour Brawn pour sa première participation au championnat.
- 1er Grand Prix pour Kamui Kobayashi qui remplace Timo Glock forfait après son accident lors des qualifications du Grand Prix du Japon.
- Avec une durée totale de 2 heures et 41 minutes, la séance de qualification du Grand Prix du Brésil est la plus longue de l'histoire de la Formule 1.
- En menant la course pendant 51 tours, Mark Webber atteint la barre des 100 tours en tête d'un Grand Prix.
- Felipe Massa, toujours en convalescence, a été chargé par l'équipe protocolaire d'agiter le drapeau à damier de son Grand Prix national.